# Чиндантське сільське поселення (Ононський район)
Чинда́нтське сільське поселення (рос. Чиндантское сельское поселение) — сільське поселення у складі Ононського району Забайкальського краю Росії.
Адміністративний центр — село Чиндант 1-й.

## Населення
Населення сільського поселення становить 772 особи (2019; 883 у 2010, 1011 у 2002).

## Склад
До складу сільського поселення входять:
| Населений пункт      | Населення, осіб (2002) | Населення, осіб (2010) |
| -------------------- | ---------------------- | ---------------------- |
| Ікарал, село         | 183                    | 157                    |
| Старий Чиндант, село | 152                    | 107                    |
| Чиндант 1-й, село    | 676                    | 619                    |